# Metro w Omsku
Metro w Omsku jest nigdy nieukończonym systemem metra w rosyjskim mieście Omsk. Budowa została ostatecznie porzucona w 2018 roku.
Pierwszy odcinek miał mieć 6,1 km długości. Pociągi poruszać się miały ze średnią prędkością 36 km/h, a czas podróży pomiędzy stacjami krańcowymi miał wynieść około 10 minut.

## Historia
Pierwsze plany budowy narodziły się we wczesnych latach 60. XX wieku, początkowo planowano wybudować system premetra. Jednak w 1979 odrzucono ten pomysł, by ostatecznie podjąć decyzję w sprawie budowy klasycznej sieci kolei podziemnej. W 1986 roku, w ramach pierwszych prac przygotowawczych nad budową wyburzono kilka budynków.
Drążenie tuneli rozpoczęło się w 1992 roku pomiędzy przyszłymi stacjami Tupolewskaja (ros. Туполевская) i Raboczaja (ros. Рабочая)
Początkowe plany zakładały otwarcie trasy w centrum miasta pomiędzy stacjami Marszala Żukowa i Raboczaja (ros. Рабочая) na prawym brzegu rzeki Irtysz, następnie linia prowadzić miała do lewobrzeżnej części miasta.
Z powodu ograniczonych zasobów finansowych, do 2003 zdołano jedynie wybudować odcinek pomiędzy Tupolewskaja i Raboczaja. W owym czasie, władze miasta zdecydowały się na budowę mostu nad rzeką Irtysz zamiast drążenia pod nią tunelu. Nowy most oddany został do użytku w 2005 roku, składa się on z dwóch poziomów. Górny poziom przeznaczony jest dla ruchu samochodowego, dolny dla przyszłej linii metra.
W 2014 roku budowę wstrzymano z powodu problemów finansowych. Zaś w maju 2018 po ponad ćwierć wieku prace zostały ostatecznie zawieszone.

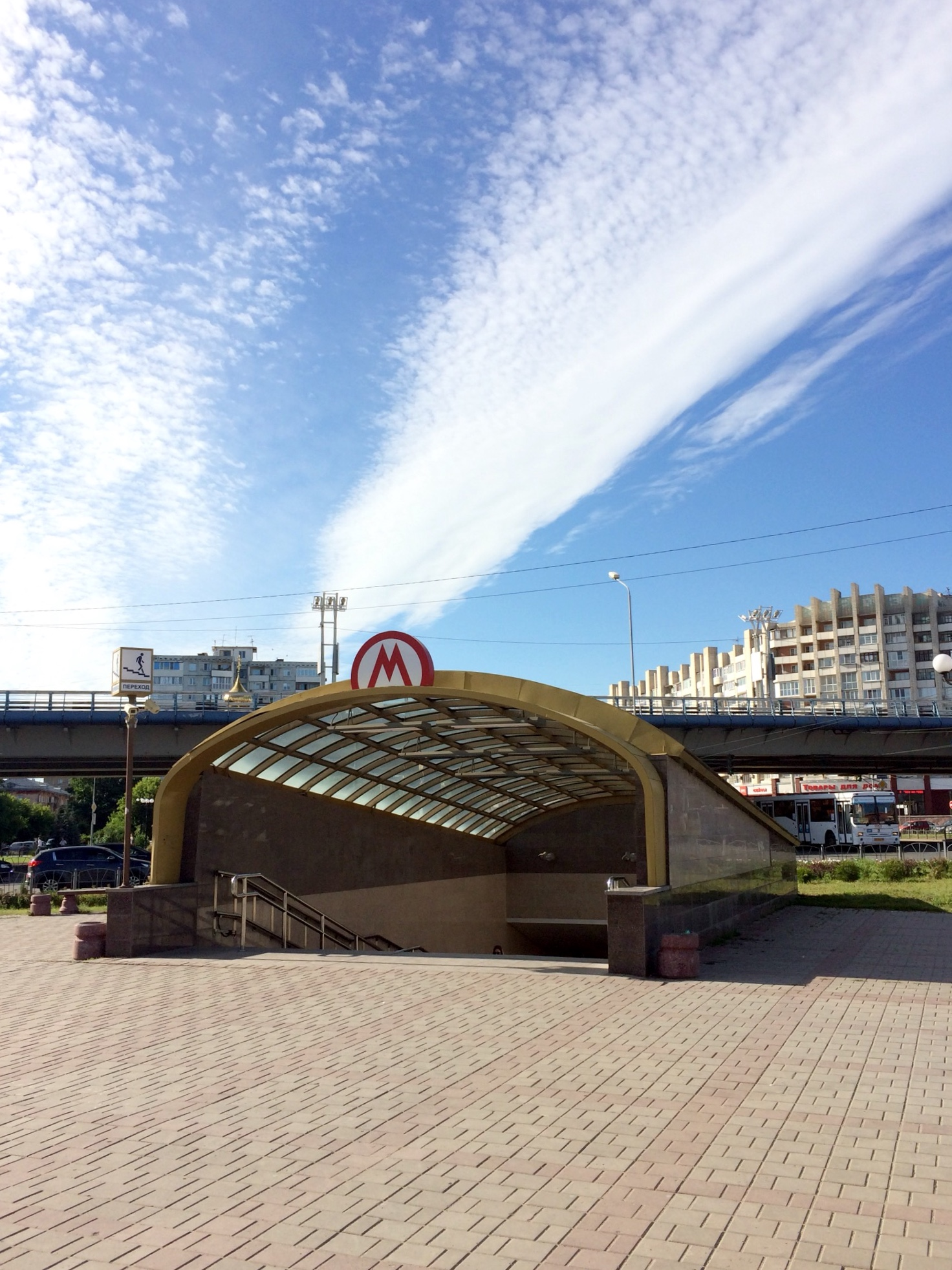
Wejście do stacji "Biblioteka imienia Puszkina", funkcjonującej jako podziemne przejście dla pieszych